# Cumulopuntia corotilla
Cumulopuntia corotilla ist eine Pflanzenart in der Gattung Cumulopuntia aus der Familie der Kakteengewächse (Cactaceae). Das Artepitheton corotilla verweist auf den einheimischen volkstümlichen Namen der Art. Ein spanischer Trivialname ist „Corotilla“.

## Beschreibung
Cumulopuntia corotilla bildet kleine, leicht in Triebabschnitte zerfallende Sträucher. Die fast kugelförmigen bis wenig länglichen, wenig gehöckerten Triebabschnitte sind 4 bis 5 Zentimeter lang. Die 20 bis 25 Areolen sind faktisch über die gesamte Oberfläche der Triebabschnitte verteilt, Dornen entspringen jedoch nur aus den obersten Areolen. Die ein bis sieben Dornen, die gelegentlich auch fehlen, sind abstehend und bis zu 3 Zentimeter lang.
Die anfangs cremefarben Blüten werden später rosafarben und erreichen Längen von bis zu 3,5 Zentimeter. Das verkehrt konische Perikarpell ist fast vollständig mit Areolen bedeckt, von denen einige Dornen tragen.

## Verbreitung und Systematik
Cumulopuntia corotilla ist in der peruanischen Region Arequipa in Höhenlagen von über 3000 Metern verbreitet.
Die Erstbeschreibung als Opuntia corotilla erfolgte 1913 durch Friedrich Karl Johann Vaupel. Edward Frederick Anderson stellte die Art 1999 in die Gattung Cumulopuntia. Weitere nomenklatorische Synonyme sind Tephrocactus corotilla (K.Schum. ex Vaupel) Backeb. (1953) und Parviopuntia corotilla (K.Schum. ex Vaupel) Marn.-Lap. & Soulaire (1956, nom. inval. ICBN-Artikel 43.1).

## Nachweise